# Siagoninae
Siagoninae zijn een onderfamilie van de loopkeverfamilie (Carabidae). De wetenschappelijke naam werd voor het eerst geldig gepubliceerd in 1813 door Bonelli.

## Taxonomie
De volgende taxa worden bij de onderfamilie ingedeeld:
- Tribus Enceladini Horn, 1881
- Tribus Lupercini Lecordier, 1977
- Tribus Siagonini Bonelli, 1813